# Sergio Pitol
Sergio Pitol Deméneghi, né le 18 mars 1933 à Puebla (État de Puebla) et mort le 12 avril 2018 à Xalapa (État de Veracruz), est un écrivain mexicain.
Il a été lauréat de nombreux prix nationaux et internationaux, dont le prix Cervantes en 2005, la plus haute distinction des lettres espagnoles et latino-américaines, considérée comme le « Nobel » de littérature en langue espagnole. Il est membre correspondant de l'Académie mexicaine de la langue.

## Biographie
Écrivain voyageur et diplomate, Sergio Pitol Deméneghi naît à Puebla dans une famille originaire de Veracruz. Il passe son enfance à Potrero, dans une propriété spécialisée dans la production sucrière. Il fait ses études à Córdoba (Veracruz). En 1953, il voyage à Cuba et au Venezuela. Il passe l'hiver 1957 à New York.
En 1958, à l'initiative de Carlos Monsiváis et de José Emilio Pacheco, il collabore à la revue Estaciones, où sont publiées ses premières nouvelles.
En 1961, il voyage en Europe (Londres, Paris, Genève) et s'installe pendant près d'un an à Rome.
Il passe toute l'année 1962 à Pékin, avant d'aller s'installer à Varsovie (Pologne), de 1963 à 1966.
En 1966, il rentre au Mexique et s'installe à Xalapa.
En 1968, il repart pour l'Europe et devient attaché culturel à Belgrade, poste auquel il renonce à la fin de l'année à la suite du massacre de Tlatelolco à Mexico, quelques jours avant l'ouverture des Jeux olympiques d'été de 1968 (Octavio Paz, alors ambassadeur du Mexique en Inde, démissionnera lui aussi de son poste en signe de protestation).
En 1969, il s'installe à Barcelone, où il restera jusqu'en 1971, collaborant avec de nombreuses maisons d'édition (Anagrama, Tusquets, Seix Barral).
C'est à Barcelone qu'il achève son premier roman, qu'il aura mis des années à écrire, intitulé Les Apparitions intermittentes d'une fausse tortue (El tañido de una flauta), publié en 1971. Suivront Parade d'amour (El desfile del amor) en 1984, Juegos Florales (non traduit en français) en 1985, Mater la divine garce (Domar a la divina garza) en 1988 et La Vie conjugale (La vida conyugal) en 1990.
En 1999, Parade d'amour (El desfile del amor), Mater la divine garce (Domar a la divina garza) et La Vie conjugale (La vida conyugal) sont réunis dans un triptyque intitulé Triptico del carnaval, avec une préface de l'écrivain italien Antonio Tabucchi, grand ami de l'auteur.
À partir de la fin des années 1990, Sergio Pitol délaisse quelque peu le roman et la nouvelle pour s'adonner à un nouveau genre qui mêle harmonieusement le récit autobiographique, l'essai, la fiction romanesque et le récit de voyage. Ce sont ainsi L'Art de la fugue (El arte de la fuga) en 1996, Le Voyage (El viaje) en 2000 et, enfin, El mago de Viena (non traduit en français) en 2005. Ces trois volumes sont ensuite eux aussi réunis dans un triptyque : Trilogia de la memoria (2007).
Essentiellement nouvelliste et romancier, Sergio Pitol est aussi essayiste et critique d’art. Il est souvent rangé dans ce que l'on appelle la "Génération du Demi-Siècle" (Generacion del Medio Siglo), qui rassemble des auteurs nés dans les années 1925-1935 au Mexique et qui commencent à publier dans les années 1950. Parmi eux, Sergio Fernandez (1926), Tomás Segovia (1927-2011), Carlos Valdés (1928), Inés Arredondo (1928-1989), Jorge Ibargüengoitia (1928-1983), Juan Vicente Melo (1932-1996), Julieta Campos (1932-2007), Elena Poniatowska (1933), Huberto Batis (1934), José de la Colina (1934), Salvador Elizondo (1932-2006) et Juan Garcia Ponce (1932-2003).
Sergio Pitol s’est également distingué par son travail de traducteur, ayant traduit en espagnol à la fois des auteurs italiens (Giorgio Bassani, Giuseppe Berto), anglais et américains (Jane Austen, Joseph Conrad, Ford Madox Ford, Robert Graves, Henry James), polonais (Jerzy Andrzejewski, Kazimierz Brandys, Witold Gombrowicz) et russes (Anton Tchekhov, Boris Pilniak). L'œuvre de Sergio Pitol est aujourd’hui traduite dans une dizaine de langues.
Au cours de sa longue carrière de diplomate, il occupe les postes d’Attaché Culturel à Belgrade (1968), Varsovie (1972), de Conseiller Culturel à Paris (1975), Budapest (1976) et Moscou (1977-1979), avant de terminer sa carrière comme Ambassadeur du Mexique à Prague (1983-1988).
Moins diffusé en France que ses aînés Carlos Fuentes et Octavio Paz, il accède à une reconnaissance internationale à partir de l'obtention du IX prix Juan Rulfo de littérature latino-américaine et des Caraïbes, en 1999, qui permet au grand public de le découvrir. Au Mexique, il est reconnu comme un maître par les générations qui lui ont succédé : qu'il s'agisse des écrivains nés dans les années 1950 (Carmen Boullosa, Juan Villoro, Mario Bellatin) ; ou des écrivains nés dans les années 68-70, comme les membres du Crack (Jorge Volpi, Ignacio Padilla, Pedro Angel Palou, Eloy Urroz) ou encore Álvaro Enrigue.
Il reçoit le prix Cervantes 2005 et le prix Roger-Caillois 2006 pour l'ensemble de son œuvre.

## Œuvre

### Romans

#### Triptico del carnaval
- El desfile del amor, 1984 Publié en français sous le titre Parade d'amour, traduit par Claude Fell, Paris, Le Seuil, 1989  (ISBN 2-02-010292-7)
- Domar a la divina garza, 1988 Publié en français sous le titre Mater la divine garce, traduit par Gabriel Iaculli, Paris, Gallimard, coll. « Du monde entier », 2004  (ISBN 2-07-076823-6)
- La vida conyugal, 1990-1991 Publié en français sous le titre La Vie conjugale, traduit par Gabriel Iaculli, Paris, Gallimard, coll. « Du monde entier », 2007  (ISBN 978-2-07-077432-6) ; réédition, Paris, Gallimard, coll. « Folio » no 4871, 2009  (ISBN 978-2-07-037951-4)

#### Autres romans
- El tañido de una flauta, 1972 Publié en français sous le titre Les Apparitions intermittentes d'une fausse tortue, traduit par Francis Pleux, Paris, Le Seuil, 1990  (ISBN 2-02-010551-9)
- Juegos florales, 1985

### Recueils de nouvelles
- Tiempo cercado, 1959
- Infierno de todos, 1965-1971
- No hay tal lugar, 1967
- Del encuentro nupcial, 1970
- Nocturno de Bujara, 1981 ; recueil réédité et augmenté sous le titre Vals de Mefisto en 1984 Publié en français sous le titre Nocturne de Boukhara, traduit par Gabriel Iaculli, Montréal, Les Allusifs, coll. « Allusifs » no 58, 2007  (ISBN 978-2-922868-63-0)
- Cementerio de tordos, 1982
- Cuerpo presente, 1990
- Un largo viaje, 1999
- Los mejores cuentos, 2005 Publié en français sous le titre La Panthère et autres contes, traduit par André Gabastou, Genève, La Baconnière, 2017

### Essais
- Los climas, 1966-1972
- De Jane Austen a Virginia Woolf : seis novelistas en sus textos, 1975
- La casa de la tribu, 1989
- Juan Soriano: el perpetuo rebelde, 1993
- Adicción a los ingleses: vida y obra de diez novelistas, 2002
- De la realidad a la literatura, 2003
- El tercer personaje, ensayos, 2013

### Mémoires

#### Trilogia de la memoria
- El arte de la fuga, 1996 Publié en français sous le titre L'Art de la fugue, traduit par Martine Breuer, Albi, Passage du Nord-Ouest, 2005  (ISBN 2-914834-18-7)
- El viaje, 2000 Publié en français sous le titre Le Voyage, traduit par Marie Flouriot, Montréal, Les Allusifs, coll. « Allusifs » no 13, 2003  (ISBN 2-922868-13-3) ; réédition, Monaco/Paris, Éditions du Rocher, coll. « Motifs » no 313, 2008  (ISBN 978-2-268-06553-3)
- El mago de Viena, 2005

#### Autres mémoires
- Pasión por la trama, 1998
- Una autobiografía soterrada, 2010
- Memoria: 1933-1966, 2011

### Nouvelles publiées en français dans des revues
- Sur le chemin de Varsovie (Hacia Varsovia), nouvelle traduite par Guy Senzier, in La Nouvelle contemporaine au Mexique (présentation de Louis Panabière), Villelongue d'Aude, Atelier du Gué - IFAL, 1995, p. 129-139.
- Le Récit vénitien de Billie Upward (El relato veneciano de Billie Upward), nouvelle traduite par Claude Fell, in Nouvelle Revue Française no 528, janvier 1997, p. 87-109
- L'Obscur Frère jumeau (El oscuro hermano gemelo), nouvelle traduite par Albert Bensoussan, in Nouvelle Revue Française no 555, oct. 2000, p. 240-256

## Distinctions
- Prix Xavier-Villaurrutia (Mexique) pour Nocturno de Bujara, 1981[2]
- Prix Narrativa Comala (Mexique), 1982
- Prix Herralde du Roman (Espagne) pour El desfile del amor, 1984[3]
- Prix annuel de l'Association polonaise de la Culture européenne (Pologne), 1987
- Hommage à l'Instituto Nacional de Bellas Artes (INBA, Mexico), 1993, à l'occasion de son 60e anniversaire
- Prix national des Lettres (Mexique), 1993
- Prix Mazatlan du meilleur livre (Mexique) pour El arte de la fuga, 1996
- IXe prix Juan Rulfo de littérature latino-américaine et des Caraïbes (es) (Amérique latine), 1999
- Prix international Bellunesi Che Anno Onorato la Provincia in Italia e nel Mondo, Venise, 2000
- Prix Roger-Caillois (France), 2005
- Prix Cervantes (Espagne), 2005
- Médaille d'or de l'Instituto Nacional de Bellas Artes (INBA, Mexico), 2008, à l'occasion de son 75e anniversaire
- Hommage (colloque international) à l'université Michel de Montaigne - Bordeaux 3 (France), 2008.